# Диего Вилена
Диего Валверде Вилена (на испански: Diego Valverde Villena) е испански и перуански поет.

## Биография
Роден е на 6 април 1967 г. в Сан Исидро, Лима, Перу. Баща му е испанец, а майка му – боливийка. И двамата са натурализирани в Перу. Завършва испанска, английска и немска филология. Бил е на специализации по език и литература в университетите в Саламанка, Единбург, Дъблин и Вроцлав. Изкарал е докторантски курсове в университетите в Оксфорд, Хайделберг, Тюбинген, Чикаго и в университета Комплутенсе в Мадрид.
Между 1992 и 1998 г. преподава испански език и литература в различни университети, най-вече в Университета „Сан Андрес“ в столицата на Боливия Ла Пас. От 2002 до 2004 г. работи в Държавния секретариат по културата на Испания. На 18 януари 2006 г. е назначен за директор на Панаира на книгата във Валядолид, длъжност, която заема до днес.

## Художествен стил
Според Хулио Мартинес Месанса поезията на Валверде е пример за „перфектното съжителство между живота и културата“. С богата и разнообразна подготовка, Валверде черпи от различни художествени традиции и поезията му е изтъкана от множество фини препратки към различни култури. Музиката, антропологията, историята, киното и религията намират място в поезията му.
Месанса говори за средновековни влияния у Валверде – на провансалските трубадури, валенсианският рицар-поет Аусиас Марк и немската средновековна любовна лирика (Minnesang). Други критици откриват влияния на бароковия концептизъм и най-вече на Джон Дън и Томас Стърнз Елиът в начина, по който третира религията и антропологията, за да ги превърне в поезия.

## Преводи
Диего Валверде е превел на испански език редица художествени произведения от немски, френски, английски, италиански и португалски. Някои от преведените от него автори са: Артър Конан Дойл, Ръдиард Киплинг, Джон Дън, Джордж Хърбърт, Езра Паунд, Пол Елюар, Валери Ларбо, Нуно Жудисе, Жоржи де Соуза Брага и Пол Целан.

## Поетическо творчество
- Забравата – трудно занимание (El difícil ejercicio del olvido, La Paz, Bolivia, 1997)
- Чикаго, Уест Бери, 628 (Chicago, West Barry, 628, Sueltos de la Selva Profunda, Logroño, 2000)
- Не забравяй лицето ми (No olvides mi rostro, Huerga y Fierro, Madrid, 2001)
- Адът на влюбения (Infierno del enamorado, Valladolid, 2002)
- Огледалото, на което е написано името ми (El espejo que lleva mi nombre escrito, Darat al Karaz, El Cairo, 2006)
- Сър Хазирим (Sir Hasirim, Ediciones del Caracol Descalzo, Madrid, 2006)
- Икони (Iconos) – поема в три части по музиката на композитора Хуан Мануел Руис (Juan Manuel Ruiz), произведение за сопран и пиано. Премиерата са състои през 2007 г. и е публикувана през 2008 г.

## Участие в антологии
- 33 на Радио 3 (33 de Radio 3, Calamar/RNE 3, Madrid, 2004)
- Антология на съвременните испанска и египетска поезии. (Antología de poesía española y egipcia contemporánea, Instituto Egipcio de Estudios Islámicos, Madrid, 2005)
- Десет поети, десет музиканти (Diez poetas, diez músicos, Calambur, Madrid, 2008)

## Есета
- За Каталина Микаела: Алваро Мутис извън времето (Para Catalina Micaela: Álvaro Mutis, más allá del tiempo, UMSA, La Paz, Bolivia, 1997)
- „Най-нова боливийска поезия“ („Poesía boliviana reciente“ en La Jornada Semanal, México, 27 de junio de 1999)
- „Огледалото на улица Гаона – коридорите между измислицата и действителността у Хорхе Луис Борхес“ („El espejo de la calle Gaona: los pasadizos entre ficción y realidad en Jorge Luis Borges“, Clarín, 30, nov.-dic. 2000, págs. 5 – 10)
- „Дон Алваро пред краля, толкова години по-късно“ („Don Álvaro ante el rey, tantos años después“, Clarín, 32, marzo-abril 2001, págs. 3 – 8)
- „Жени с втренчен поглед и бавна стъпка – вечното женско начало в поезията на Алваро Мутис“ („Mujeres de mirada fija y lento paso: el eterno femenino en la poesía de Álvaro Mutis“, Excelsior, México, 7 de junio de 2002)
- „Военни събития под знамето на Алваро Мутис“ („Hechos de armas bajo la bandera de Álvaro Mutis“, Letras Libres, 10, julio 2002, págs. 46 – 48)
- „Испания – общуване и угощение край софрата“ („Spain: Agape and conviviality at the table“, en Culinary Cultures of Europe, Council of Europe Publishing, Strasbourg, 2005)
- „Под закрилата на Изис (пътуване до Египет)“(„Al amparo de Isis (un viaje a Egipto)“, en Clarín, 63, mayo-junio 2006, págs. 66 – 68)
- „Когато Стоунуол Джаксън се запозна с енерал Ли – портрет на Хосе Мария Алварес“ – въведение в Чудесата на восъка от Хосе Мария Алварес (Los prodigios de la cera de José María Álvarez, Caracas, 2008, págs. 13 – 17)
- „Пътищата на Томас С. Елиът“ („Los caminos de T. S. Eliot“, en Renacimiento, 59 – 60, Sevilla, 2008, págs. 106 – 108)

## Преводи на проза
- Нашият среднощен посетител и други истории от Артър Конан Дойл.
- Имперският живот на Ръдиард Киплинг от Дейвид Гилмор.

### Коментирани издания
- Алваро Мутис, Гласът на Алваро Мутис, издание под ръководството на Диего Валверде Вилена. (Poesía en la Residencia, Residencia de Estudiantes, Madrid, 2001)
- Луис Алберто де Кунка, За любовта и горчивината, подбор и въведение от Диего Валверде Вилена. (Renacimiento, Sevilla, 2005)